# Xerus erythropus
Écureuil fouisseur, Rat palmiste
Espèce
Statut de conservation UICN

 LC  : Préoccupation mineure
Xerus erythropus, également appelé Écureuil fouisseur ou Rat palmiste, est un rongeur de la famille des sciuridés, proche des écureuils communs.
Il est craint des populations des régions où il est présent, qui prétendent que sa morsure est venimeuse[réf. nécessaire], bien que ce ne soit pas le cas mais sa salive contient des streptocoques qui peuvent provoquer de dangereuses infections.
Mœurs : il vit en colonies souvent avec d'autres rongeurs. Il cherche sa nourriture au lever du jour. Cet animal fouisseur ne s'éloigne jamais beaucoup de son terrier.

## Description
Xerus erythropus mesure de 30 à 40 cm de long pour un poids de 500 g à 1 kg. Son pelage varie du brun clair au brun sombre en fonction des régions. Une bande blanche, allant de l'épaule à la croupe, parcours ses flancs. Le poil est court et épais sur tout le corps sauf la queue. Il possède de petites oreilles et un long museau. Deux lignes blanches encadrent ses yeux.

## Répartition et habitat
Cette espèce est présente au Maroc, au Sénégal, en Guinée-Bissau, en Guinée, au Sierra Leone, au Liberia, en Côte d'Ivoire, au Mali, au Burkina Faso, au Ghana, au Togo, au Bénin, au Niger, au Nigeria, au Cameroun, au Tchad, en République centrafricaine, au Soudan, au Soudan du Sud, en République du Congo, en RD Congo, en Érythrée en Éthiopie, en Ouganda et au Kenya.
On le trouve typiquement dans les zones boisées ouvertes, mais il peut également vivre dans les forêts et les semi-déserts.

## Mode de vie
Xerus erythropus est terrestre, ses griffes droites sont plus adaptées pour creuser que pour grimper aux arbres. Il est strictement diurne. Ses terriers sont peu profonds, ils consistent en une chambre principale avec plusieurs entrées. Le sol est tapissé d'herbes sèches et de brindilles. Les entrées peuvent être fermées avec de la terre à la tombée de la nuit.

## Alimentation
Il se nourrit principalement de racines, de graines, de fruits tombés et de fruits à coque. Il consomme occasionnellement des insectes, des œufs, des petits oiseaux et reptiles.
Il lui arrive de s'attaquer aux cultures pour se nourrir. Il se nourrit notamment de maïs, de cacahuètes, d'ignames, de patates douces et de manioc.